# ヘキサゴンファミリーコンサート 2011 WE LIVE ヘキサゴン
「ヘキサゴンファミリーコンサート 2011 WE LIVE ヘキサゴン」（ヘキサゴンファミリーコンサート 2011 ウィー ライブ ヘキサゴン）は、「クイズ!ヘキサゴンII」から生まれたユニット、「羞恥心」、「Pabo」、「フレンズ」、「サーターアンダギー」をはじめとするヘキサゴンオールスターズのコンサートである。コンサートの正式タイトルはヘキサゴンファミリーコンサート  クイズ！ヘキサゴンII  スーパーヒットパレード  We Live HEXAGON 2011である。

## 開催日
- 開催日時：2011年11月26日
- 会場：幕張イベントホール
- 開演時間
  - 昼の部：14:00開演
  - 夜の部：18:00開演

## 概要
- 今回が4年続いたヘキサゴンファミリーコンサートの最後となる。
- ライブの設定は「ヘキサゴン魔法学校」の卒業式である。
- ヘキサゴンコンサートの最後とあって、一部を除くシングル曲は全て歌われたが、時間の都合上、新曲（『WE LOVE ヘキサゴン 2011』の収録曲）と「羞恥心」以外はほとんどテレビサイズで披露された。
- アンガールズの2人は、ライブ中は全て「エアメタルバンドfeat.冠徹弥」の白塗りメイクで登場した（「キモちしん」のためと思われる）。
- 藤本敏史はねんざにより、南明奈のスーパーマイルドセブンでローラーブレードを履いていない。
- 中村仁美アナは妊娠中のため、「部長と部下」は着物ではなくマタニティドレスで披露した。
- 出演予定だった新選組リアンの山口純は、体調不良により出演できなかったが、最後の出演者紹介でつるの剛士に名前が呼ばれている。
- 映画『琉神マブヤーTHE MOVIE 七つのマブイ』に出演している山田親太朗は「恋のヘキサゴン」、「夢の扉」を琉神マブヤーのお面を被りながら歌を披露した。また、『琉神マブヤー』の予告編がコンサート中に流れた。
- 長らくヘキサゴンのイベント及び番組に参加していなかった野久保直樹がサプライズで出演し、活動休止していた羞恥心が3年ぶりに復活を果たした。
- ライブ最後のメンバー紹介時に、渡辺正行が番組の最終回同様に感極まって涙を流し木下優樹菜に叩かれる場面がある。また、番組の総合司会で音楽プロデューサーだったカシアス島田（島田紳助）の名前が呼ばれたが神戸蘭子および前回同様さとう里香、金剛地武志、辻希美は呼ばれず、番組プロデューサーである神原孝がステージ上に上がって羞恥心とPabo（アラジン）の解散が発表されたが、そのシーンはDVDではカットされている。なお、4年後（2015年）の上地雄輔の結婚披露宴および8年後（2019年）の遊助デビュー10周年記念コンサートで羞恥心が一時的に再結成された。

## 出演者

### 進行
- 校長：ラサール石井
- 教頭：渡辺正行
- 教頭一味
  - 冠徹弥
  - 向井慧（パンサー）
  - KENTA

### 参加ユニット
- アラジン
  - 羞恥心
    - つるの剛士（羞）
    - 野久保直樹（恥）サプライズ出演
    - 上地雄輔（心）

Pabo
    - 里田まい（カントリー娘。）
    - スザンヌ
    - 木下優樹菜

フレンズ
  - つるの剛士
  - 崎本大海

サーターアンダギー
  - 山田親太朗
  - 森公平（新選組リアン）
  - 松岡卓弥

famille2011 〜ファミーユ2011〜
  - Pabo
  - 南明奈
  - 矢口真里
  - misono

里田まい with 合田兄妹
  - 里田まい
  - misono
  - 藤本敏史（FUJIWARA）

エアメタルバンドfeat.冠徹弥
  - 冠徹弥
  - 庄司智春（品川庄司）
  - 波田陽区
  - RYOEI
  - アンガールズ
    - 山根良顕
    - 田中卓志

トモとスザンヌ
  - 庄司智春（品川庄司）
  - スザンヌ

部長と部下
  - 牧原俊幸（フジテレビアナウンサー）
  - 中村仁美（同上）

南明奈のスーパーマイルドセブン
  - 南明奈
  - 崎本大海
  - FUJIWARA
    - 藤本敏史
    - 原西孝幸

  - 波田陽区
  - 小島よしお
  - クリス松村

品川祐とスベラーズ
  - 品川祐（品川庄司）
  - スベラーズ
    - 岡田圭右（ますだおかだ）
    - 小島よしお
    - 波田陽区

ラクダとカッパ with 教頭ダンサーズ&校長
  - クリス松村
  - 山根良顕（アンガールズ）
  - 教頭ダンサーズ&校長
    - 田中卓志（アンガールズ）
    - ラサール石井
    - 渡辺正行
    - 冠徹弥
    - 向井慧（パンサー）
    - KENTA

矢口真里とストローハット
  - 矢口真里
  - 大沢あかね
  - 南明奈
  - 元木大介
  - 山根良顕（アンガールズ）
  - クリス松村
  - 品川祐（品川庄司）
  - 岡田圭右（ますだおかだ）
  - 原西孝幸（FUJIWARA）

エアバンド
  - 岡田圭右
  - 庄司智春（品川庄司）
  - 波田陽区
  - アンガールズ

スザンヌ×スザンぬ
  - スザンヌ
  - 榊原徹士（新選組リアン）
  - 大沢あかね（スザンぬの声）

ツバサ
  - つるの剛士
  - 里田まい（カントリー娘。）
  - RYOEI
  - misono

波田原西
  - 波田陽区
  - 原西孝幸（FUJIWARA）

一発屋2010
  - ダンディ坂野
  - 波田陽区
  - 小島よしお
  - 高原兄（金剛地武志の代役）

mari ♥ miso
  - 矢口真里
  - misono

MUSH
  - 品川祐（品川庄司）
  - 松岡卓弥
  - 向井慧（パンサー）

まいける&はなか with 教頭ダンサーズ
  - まいける
  - はなか
  - 教頭ダンサーズ
    - 渡辺正行
    - 冠徹弥
    - 向井慧（パンサー）
    - KENTA

新選組リアン
  - 森公平
  - 榊原徹士
  - 関義哉
  - 國定拓弥

スペシャルユニット
- エアバンド feat. 羞恥心
  - 羞恥心
  - エアバンド
    - 岡田圭右
    - 庄司智春（品川庄司）
    - 波田陽区
    - アンガールズ
- キモちしん（前半）
  - アンガールズ
    - 田中卓志（羞）
    - 山根良顕（恥）

  - 上地雄輔（心）
- キモちしん（後半）
  - つるの剛士（羞）
  - アンガールズ
    - 田中卓志（恥）
    - 山根良顕（心）
- おじサーター
  - 渡辺正行
  - ラサール石井
  - 元木大介

## セットリスト
1. 第三の男（VTR）/エアヴィジュアルバンド
2. 矜恃-precious word-/エアメタルバンド feat. 冠徹弥
3. 羞恥心/キモちしん（上地雄輔&アンガールズ）
4. 恋のヘキサゴン/Pabo
5. Dear Friends-友へ-/フレンズ
6. 風をさがして/矢口真里とストローハット
7. ヤンバルクイナが飛んだ/サーターアンダギー
8. 学校へ行こう/まいける＆はなか with 教頭ダンサーズ
9. ラクダになるぞ／ラクダとカッパ with 教頭ダンサーズ&校長
10. もうすぐクリスマス～バイバイメドレー/里田まい with 合田兄妹
11. 天下無敵の一発屋/一発屋2010
12. 沖縄に行きませんか/おじサーター
13. 幸せになろう/南明奈のスーパーマイルドセブン
14. 出会えてよかった/トモとスザンヌ
15. お台場の女/部長と部下
16. サラリー★マン／品川祐とスベラーズ
17. 青春 Special Edition/矢口真里×エアバンド
18. 大切な人/サーターアンダギー
19. 陽は、また昇る/ヘキサゴンオールスターズ
20. 君が辻/サーターアンダギー
21. 泣いてもいいですか（フレンズバージョン）/フレンズ
22. 少し楽になりましたか/波田原西
23. レッド・アイ／スザンヌ×スザンぬ
24. 卒業/サーターアンダギー
25. 一人静/ツバサ
26. I Believe 〜夢を叶える魔法の言葉〜/南明奈のスーパーマイルドセブン
27. コハルビヨリ/南明奈のスーパーマイルドセブン
28. 偏差値低い高校に行っているみんなへ/MUSH
29. Don't leave me/里田まい with 合田兄妹
30. かけがえ/里田まい with 合田兄妹
31. 時の足音～桜の旅立ち～/矢口真里とストローハット
32. 星の雫/フレンズ
33. 変わりゆく世界の中で/崎本大海
34. 何もかもが君だった/羞-Shu-（つるの剛士）
35. for you.../つるの剛士
36. 未来の僕へ/mari ♥ miso
37. ガラスのくつ/misono
38. 2011遊助Specialメドレー（雄叫び～イナヅマ侍～一笑懸命）/遊助
39. 全部好き。/遊助
40. ひとつ500円で買い取らせていただきます/スベラーズ
41. 恋のヘキサゴン/サーターアンダギー
42. 恋をしようよ/Pabo
43. 恋/Pabo
44. 恋をしました/Pabo
45. 夢の扉/サーターアンダギー
46. 君が好き/サーターアンダギー
47. ずっと.../サーターアンダギー×新選組リアン
48. 僕は待っているから/サーターアンダギー×新選組リアン
49. リスタート/famille2011〜ファミーユ2011〜
50. 泣かないで/キモちしん（つるの&アンガールズ）
51. 泣かないで/羞恥心
52. 弱虫サンタ/羞恥心
53. 羞恥心/羞恥心
54. 陽は、また昇る/アラジン&ヘキサゴンオールスターズ
55. 僕らには翼がある〜大空へ〜/ヘキサゴンオールスターズ

アンコール
1. 我が敵は我にあり/羞恥心
2. アブラゼミ♂（東京バージョン）/エアバンド feat. 羞恥心
3. あすなろ〜翌檜〜/ヘキサゴンオールスターズ

## DVD
2012年1月25日に、上記のコンサートが収録されたDVD『ヘキサゴンファミリーコンサート WE LIVE HEXAGON 2011』が発売されたが、Blu-rayは未発売。2011遊助Specialメドレーは未収録。（後に遊助10thシングル『Baby Baby』初回生産限定盤Bの特典DVDに収録された）2012年2月6日付けオリコン週間DVD音楽ランキングでは第1位となっている。
特典映像
- 舞台裏完全密着!メイキング・オブ・WE LIVE ヘキサゴン2011
- 羞恥心-再会201111261551-　泣かないで～弱虫サンタ～羞恥心～陽は、また昇る

201111261551とは2011年11月26日15時51分の事を指す。